# Glavatičići
Glavatičići (cyr. Главатичићи) – wieś w Czarnogórze, w gminie Kotor. W 2011 roku liczyła 71 mieszkańców.